# R4z (België)
De R4z is een asymmetrisch kleine weg die de N444 met de B403 en de R4, de grote ring rond Gent verbindt in Merelbeke. De tegengestelde richting kreeg het nummer R4.
R-wegen:
R0 · R1 · R2 · R3 · R4 (R4a · R4z) · R5 (R5a) · R6 · R7 · R8 · R9 · R10 · R11 (R11a) · R12 · R13 · R14 · R15 · R16 · R18 · R20 (R20a · R20b) · R21 (R21a · R21b · R21c · R21d) · R22 (R22a · R22z) · R23 (R23z) · R24 · R25 · R26 · R27 (R27a) · R30 (R30a · R30b) · R31 · R32 · R33 · R34 · R35 · R36 (R36z) · R40 (R40a) · R41 · R42 · R43 · R50 · R51 · R52 · R53 · R54 · R55 · R61 (R61a) · R62 · R70 · R71 · R72 · R73
N-wegen die (gedeeltelijk) een ringweg omvatten:
N1 · N3 · N4 · N6 · N7 · N8 · N9 · N13 · N17 · N27 · N27a · N28 · N29 · N31 · N32 · N34 · N35 · N36 · N37 · N38 · N39 · N41 · N44 · N46 · N47 · N49 · N50 · N55 · N60 · N60d · N70 · N71 · N72 · N73 · N75 · N76 · N78 · N80 · N81 · N82 · N90 · N92 · N113 · N153 · N203 · N203a · N390 · N405 · N416 · N441 · N473 · N498 · N556 · N700 · N712 · N712b · N717 · N722 · N725 · N748 · N750 · N769 · N967